# Ташлицьке водосховище
Ташлицьке водосховище — водосховище в Україні, в межах Вознесенського району Миколаївської області.

## Розташування та опис
Водосховище розташоване на схід від міста Південноукраїнська (дамба — на південний схід від міста).
Споруджено 1979—1982 рр. Площа водосховища 8,6 км². Простягається з півдня на північ на 10 км; його пересічна ширина 0,8 км, максимальна — 1,8 км. Пересічна глибина 10 м, максимальна 46 м. Протяжність берегової лінії 30 км.
Береги подекуди круті, зарослі чагарниками. Не замерзає. Прозорість води влітку до 1,4—1,5 м, взимку — до 2—2,5 м. Мінералізація води 240—2700 мг/м. Характерний високий вміст сульфатів та хлоридів. Вода забруднена сполуками азоту й фосфору. Влітку спостерігається «цвітіння» води.
Характерний перепад температури води: поблизу водоскиду — понад + 40, далі від скидного каналу вона знижується на 6—8 градусів. У придонних шарах у літні місяці не перевищує +11, +12, взимку пересічна температура +15.

## Іхтіофауна
У водосховищі водяться щука, ялець, головень, краснопірка, білизна, лин, підуст, золотий та срібний карась, короп, в'язь, йорж, лящ, плітка тощо.

## Використання
Використовується як водойма-охолоджувач Південноукраїнської АЕС, складова частина гідроакумулюючої системи Південноукраїнського енергокомплексу. Вздовж берегів водосховища — зони відпочинку.
- Південну частину водосховища перетинає автошлях Первомайськ — Миколаїв.